# Grunow-Dammendorf
Grunow-Dammendorf település Németországban, azon belül Brandenburgban. Lakosainak száma 500 fő (2023. december 31.).

## Népesség
A település népességének változása:
| Lakosok száma | 499  | 508  | 505  | 522  | 500  |
|               | 2017 | 2019 | 2021 | 2022 | 2023 |